# Onda Latina
Onda Latina foi um canal de televisão musical italiano, dedicado à música latino-americana, com destaque para gêneros como salsa, merengue, bachata, reggaeton e pop latino. O canal foi lançado em 31 de julho de 2009 como um spin-off da rádio de mesmo nome. Foi transmitido com exclusividade no serviço de televisão paga Sky Italia até 31 de julho de 2012, quando encerrou suas atividades.
Após seu breve fechamento, em 2013 o canal voltou a ser exibido exclusivamente na televisão aberta, no canal 162. Em 28 de dezembro de 2015, o canal foi descontinuado e substituído pelo Onda Italiana, focado na transmissão de música italiana.